# Stazione di Togoshi-Ginza
La stazione di Togoshi-Ginza (戸越銀座駅?, Togoshi-Ginza-eki) è una stazione ferroviaria di Tokyo che si trova a Shinagawa ed è servita dalla linea ● Ikegami delle Ferrovie Tōkyū.

## Linee
Tōkyū Corporation
● Linea Tōkyū Ikegami

## Struttura
La stazione è costituita da due binari passanti con due marciapiedi laterali. Sono presenti servizi igienici, anche per disabili, e i due binari sono separati, con accessi indipendenti.
| 1 | ● Linea Tōkyū Ikegami |  | per Hatanodai, Yukigaya-Ōtsuka, Ikegami e Kamata |
| 2 | ● Linea Tōkyū Ikegami |  | per Gotanda                                      |

## Stazioni adiacenti
| «                   | Servizio            | »                   |
| Linea Tōkyū Ikegami | Linea Tōkyū Ikegami | Linea Tōkyū Ikegami |
| ------------------- | ------------------- | ------------------- |
| Ōsaki-Hirokōji      | Locale              | Ebara-Nakanobu      |